# Achille Brice
Achille Brice, né Assoua Achille Brice Eteki, le 9 avril 1984 à Buéa, est un réalisateur et producteur camerounais. Il se fait connaitre pour son travail dans Life Point parmi les 20 films sélectionnés sur 1000 soumissions en compétition pour l'Étalon d'or de Yennenga au Festival du film panafricain de Ouagadougou, au Burkina Faso,.

## Biographie

### Enfance, Études
Achille est né le 9 avril 1984 à Buea sous le nom d'Assoua Achille Brice Eteki. Selon une publication sur le site Music in Africa, il a suivi sa scolarité primaire et secondaire à Buea, puis a poursuivi ses études supérieures au collège universitaire de technologie de la région du Sud-Ouest (Cameroun).
Avant de se lancer dans sa carrière cinématographique, il a exercé pendant cinq ans dans la musique en tant qu'artiste d'enregistrement en solo. Son premier album, intitulé Hood Classics, a marqué le début de sa carrière musicale. Il s'est fait connaître en tant que monteur de films en 2003 avec sa participation au film Luxury.
À la suite de l'obtention de son diplôme de l'UCT en 2007, il entre dans un programme de montage et de réalisation à Genesis Pictures à Buea.

### Carrière
En 2006, il a commencé sa carrière professionnelle en réalisant deux films qui ont été nommés au Verdant Hills Minifilms Festival. Son film Le Prix Ancestry a été sélectionné dans la catégorie des courts métrages (2007/2008), ainsi que A Woman's World (2008/2009) et d'autres.
En 2008, il a représenté le Cameroun au Festival international du film de Durban en Afrique du Sud. En 2009, il a participé au campus des talents de la Berlinale et au Durban Talent Campus. Actuellement, il est le fondateur de BinAm Studios, un forum ouvert permettant aux cinéastes de partager et de promouvoir leurs produits.
En 2011, il reçoit trois nominations comme meilleur cinéaste camerounais aux Zulu African Film Academy Awards pour Obsession, premier film camerounais en langue anglaise, nommé au Festival Écrans Noirs pour Écrans d'Afrique centrale, Prix Charles Mensa au CRANS. Festival du film noir.

## Filmographie
- Obsession
- The Ancestry Price
- 2003 : Luxury
- 2005 : Leader Gangsters
- 2017 : A Man For The Weekend
- 2017 : Life.Point

## Distinctions
- 2017 : Festival panafricain du cinéma et de la télévision Ouagadougou
- 2008 : Verdant Hills Minifilms Festival